# Pseudastasia
Pseudastasia é um gênero de mariposa pertencente à família Acrolepiidae.